# バットマン: ゼロイヤー
「ゼロイヤー」（"Zero Year"）は、2013年6月から2014年7月にかけてDCコミックスから出版されたコミックで展開されたクロスオーバーイベントである。ライターはスコット・スナイダーとジェームズ・タイノンIV、アーティストはグレッグ・カプロ、ダニー・ミキ、ラファエル・アルバカーキが務めた。
ストーリーはNEW52におけるバットマンのオリジンを再設定するためのものであり、「バットマン: イヤーワン」のような他のオリジンストーリーの語り直しではなく、ダークナイトの背景の新鮮なテイクである。しかしながらストーリーにはブルース・ウェインがゴッサム・シティから長年離れていたことや自警活動する最初の試みといった「イヤーワン」の要素もいくらか含まれている。
ストーリーはまず『バットマン』誌上で展開され、そして2013年11月に様々なタイトルが「ゼロイヤー」のストーリーラインと繋がることが発表された。NEW52の様々なタイトルの作家がタイ・インストーリーを執筆するオプションを与えられ、ゴッサム・シティとの繋がりやバットマンとの初対面が描かれた。
2013年12月、スナイダーは「窮屈すぎる」と感じ、カプロに新しい場面を描画するために充分な時間がないほど多くの要素を書いたため、第28号がこのイベントの一部にはならないと発表した。第28号に収録する予定であった物語は第29号に移され、第28号は後に刊行予定の『バットマン・エターナル』の予告号となった。第28号はスナイダーとタイノンが脚本を執筆し、ダスティン・ヌエンとデレク・フリドルフスが作画を担当した。

## プロット

### シークレットシティ
物語はゴッサム・シティが洪水により破壊され、バットマンが死亡したと思われている段階からの回想で始まる。「ゼロイヤー」のイベントの第1幕は「シークレットシティ」と題され、洪水の5ヶ月前、数年間死亡したと発表されていたブルース・ウェインがゴッサム・シティに帰還した時点から始まる。彼は変装してレッドフード1と戦い、ゴッサムを悩ます新型のコスチューム犯罪者との戦いを学ばなければならないことを自覚する。ブルースは母方の叔父のフィリップ・ケインと再会するが、ウェイン産業を継ぐことは拒否する。回想で、ブルースの父のトーマス・ウェインは建物の中から3Dマップを投影する黒いオーブを息子に見せる。フィリップの経営顧問であるエドワード・ニグマは世間の同情を買わせ、権力闘争を避けるためにブルースの暗殺をフィリップに手配させようとする。フィリップが拒否した後、エドワードはレッドフード・ギャングにブルース殺害を依頼する。一方で再度変装したブルースはレッドフード・ギャングからオズワルド・コブルポッドを救出し、リーダーの血液サンプルを手に入れるが、結局それが誰の者かはわからなかった。アルフレッドがブルースと口論になって去った後、ブルースはフィリップと会い、彼の意思に反してその生存を公にさせられる。ブルースはメディアから逃げてニグマと会い、その後レッドフード・ギャングの襲撃を受ける。ブルースはギャングに打ちのめされ、そしてリーダーからウェイン夫妻の死の影響で自分が変わったことを聞かされる。生き延びたブルースはウェイン邸へと逃げ延び、戻ってきたアルフレッド・ペニーワースによって治療される。オーブを使ったブルースは子供の頃に落ちた洞窟を見つける。オーブが落ちて壊れると、ブルースは自分の運命を理解する。

### ダークシティ
「ゼロイヤー」の第2幕となる「ダークシティ」ではバットマンとして活動するブルースの最初の数ヶ月が描かれる。バットマンとしてのブルースの最初の活動はレッドフードの強盗を食い止めることであり、その直後に彼はレッドフード1の計画を知る。レッドフード・ギャングがエース・ケミカルから製品を奪うつもりであることをブルースがメディアに暴露すると、ギャングは彼を殺害しようとする。ブルースはバットマンに変装し、エース・ケミカルの工場内でギャングと戦い始める。その最中、強制的にギャングに加入させられていたフィリップがレッドフード1を撃とうして失敗する。レッドフード1はフィリップを射殺する。ジェームズ・ゴードンはバットマンとレッドフード1を逮捕するためにSWAT隊員を連れてエース・ケミカル内に突入するが、建物は火に包まれ始めていた。レッドフード1はヘリコプターで逃亡を図るが、バットマンはフックで彼を建物に引き戻す。バットマンはレッドフード1を捕まえようとするが、彼は化学薬品の大桶に飛び込んで逃げ延びる。ブルースとアルフレッドがギャングのデータを調べている頃、リドラーを名乗ったエドワード・ニグマがゴッサム中を停電に陥れ、バットマンにもう一度点灯させるよう挑戦を仕掛ける。一方で警察は骨が歪曲して皮膚を突き破っている遺体を発見する。バットマンはルーシャス・フォックスと共に働いていた科学者が同様の効果を持つ血清を開発していたことを調べ上げる。ブルースがフォックスを訪ねると、彼はその研究を企画したのは自分であると述べ、薬物を注射してブルースを眠らせ、そしてドクター・デスが現れる。ブルースはフォックスがドクター・デスに襲われている最中に目を覚ます。フォックスは先ほど注射した薬物はドクター・デスの血清に対するワクチンであることを知らせ、そしてブルースは現れたゴードンの助けを得てドクター・デスを食い止める。ドクター・デスが去った後、ブルースは病院で目を覚ます。ゴードンに情報の共有を持ちかけられるが、ブルースは彼を信頼できないと感じていた。バットマンに扮したブルースはドクター・デスの次なる標的たちを探すが、既に遅く、ドクター・デスは彼らに毒を打った後だった。現場へ到着した警察たちはバットマンが殺人者であると誤解し、彼を追い詰めて銃撃する。バットマンは怪我を負ったが、ゴードンの助けによって脱出に成功する。以降、ゴードンとバットマンは浅い協力関係となる。その後バットマンはドクター・デスを探しにゴッサムで人気の観光名所である地下墓地へ行き、彼とリドラーが手を組んでいることを知る。ドクター・デスとリドラーは地下墓地を浸水させる。バットマンはリドラーの気球と爆弾を止めるために自身のバット飛行船を使う。バットマンは爆弾を停止するために気球に飛び移って妨害器を使おうとする。バットマンが自分の飛行船を爆破して飛び移るとそこにはドクター・デスが待ち構えていた。一方でゴードンはウェイン・タワーでリドラーを発見するが、彼が仕掛けた罠に嵌ってしまう。ドクター・デスとバットマンは対決し、ドクター・デスは妨害器を気球の外に捨てる。ドクター・デスを倒した後、バットマンは気球内部を破壊する爆弾を作動させる。だがリドラーは沿岸の擁壁を爆破することで街を水没させる計画を立てていたことが明らかとなる。バットマンは気球を破壊するが、街を水没させるリドラーの陰謀は防げなかった。

### サベッジシティ
「サベッジシティ」と題された最終第3幕ではリドラーの支配から街を救おうとするブルースの行動が描かれる。バットスーツを脱いだ後に気絶したブルース・ウェインがデュークという少年の自宅で目覚めるところから始まる。少年は現在のゴッサムがリドラーの支配下にあることをブルースに伝える。アルフレッドはかつての活動拠点であった犯罪通り（ブルースの両親が殺された場所）の屋敷の秘密の地下通路からウェイン邸に戻るようにブルースに言う。一方で軍はゴードンによるゴッサムの治安回復を手伝わせるために少数の特殊部隊兵を派遣する。リドラーは毎日ジャンボトロンを使って自分の望みは好敵手の登場であることゴッサムの人々に伝える。リドラーは屋上にいるゴードンと兵を止めるためにドローンを飛ばし、さらに建物ごと破壊しようとするが、バットマンによって阻止される。バットマン、ゴードン、フォックス、兵たちはリドラーを倒すための計画を立て始める。翌日、リドラーは画面に再び現れ、「ゼロイヤー」をゴッサム市民に捧げると言う。そこへ新しい衣裳を着たバットマンがバイクで現れ、リドラーの挑戦を受けると言い、そうして時間を稼いでいる間にフォックスはリドラーの居場所の特定を試みる。リドラーはバットマンをライオンの穴に落とす。バットマンはライオンと戦って倒し、その間にフォックスはリドラーの隠れ場所の特定に成功する。バットマン、ゴードン、フォックスはリドラーへの攻撃に移るが、罠に嵌ってしまう。フォックスは負傷し、バットマンに助けられる。バットマンがリドラーを発見して最後のゲームに挑んでいる頃、特殊部隊兵のコードが送信されてゴッサムに爆撃機を呼び寄せられる。リドラーはバットマンにナゾナゾを出し、正解すれば一歩ずつ自身に近づけるというゲームを仕掛ける。ゴードンとフォックスは爆撃機にゴッサムの攻撃を止めさせる作戦を思いつく。バットマンはゲームを中断させ、リドラーに掴みかかる。ゴードンはバットシグナルを出して爆撃を中断させる。リドラーはゴッサムを救うにはバットマンに心臓と電極を繋いで街の電源を復旧させなければならないと言う。バットマンはリドラーの言う通りに電極を心臓に繋ぎ、ゴッサムの電気を復旧する。1ヶ月後、ゴッサムは復興し、リドラーはアーカム・アサイラムへと入れられる。ブルースが元恋人のジュリア・マディソンの訪問を受けるとアルフレッドは彼にブルース・ウェインとして普通の生活を送るか、バットマンとしてゴッサムを護るか選択を迫る。ブルースが後者を選ぶとアルフレッドはジュリアに「彼は先約がある」と告げ、バットマンが夜の街へ現れる。

## タイトル一覧
- 『バットマン』 #21-27, 29-33[6]

### タイイン
- Action Comics #25
- Batgirl #25
- Batman Annual #2
- Batwing #25
- Batwoman #25
- Birds of Prey #25
- Catwoman #25
- Detective Comics #25
- The Flash #25
- Green Arrow #25
- Green Lantern Corps #25
- Nightwing #25
- Red Hood and the Outlaws #25